# Novopokrovka
Novopokrovka è una cittadina della Russia europea centrale, situata nella oblast' di Tambov; appartiene amministrativamente al rajon Mordovskij.